# اتل کاتروود
اتل کاتروود (انگلیسی: Ethel Catherwood؛ ۲۸ آوریل ۱۹۰۸ – ۲۶ سپتامبر ۱۹۸۷) ورزشکار دو و میدانی اهل کانادا بود.
از افتخارات وی می‌توان به کسب مدال طلا پرش ارتفاع در بازی‌های المپیک تابستانی ۱۹۲۸ اشاره کرد.